# Jörg Foth
Jörg Foth (* 31. Oktober 1949 in Berlin) ist ein deutscher Filmregisseur und Schauspieler.

## Leben
Jörg Foth beendete die Schule 1968 mit dem Abitur und dem Facharbeiterbrief als Koch. Er absolvierte von 1968 bis 1971 als Schiffsfunker bei der Volksmarine seinen Wehrdienst und arbeitete von 1971 bis 1972 als Volontär beim Fernsehen der DDR.
Es  schloss sich bis 1977 ein Regie-Studium an der Hochschule für Film und Fernsehen in Potsdam-Babelsberg  an, das er mit dem Diplomfilm Der Prozeß beendete.
Jörg Foth wurde nach seinem Studium als Regieassistent bei der DEFA tätig und arbeitete unter anderem mit Ulrich Weiß am Indianerfilm Blauvogel zusammen. Seine erste eigene Regiearbeit bei einem Langfilm wurde 1984 der Kinderfilm Das Eismeer ruft.
Ab 1984 war Jörg Foth als Nachwuchs-Regisseur fest bei der DEFA angestellt, doch begann erst 1989 die Arbeit an seinem zweiten Spielfilm Biologie!, der 1990 fertiggestellt wurde. Da in der Zwischenzeit verschiedene Filmprojekte abgelehnt wurden, arbeitete er unter anderem als Regie-Assistent, Schauspieler und verwirklichte Kurzdokumentarfilme. Bei der deutsch-vietnamesischen Koproduktion Dschungelzeit führte er neben Tran Vu Regie.
Jörg Foth erhielt 1990 bei der DEFA eine Festanstellung als Regisseur, aus der er im Zuge der Abwicklung der DEFA bereits im selben Jahr wieder entlassen wurde. Seit 1990 ist er als freier Regisseur, Autor, Dramaturg für Dokumentarfilme, Fernsehen, Radio und Theater tätig.
2020 ehrte ihn die DEFA-Stiftung anlässlich seines 70. Geburtstages mit einem Abend für Jörg Foth, an dem sie auch die Filme Das Eismeer ruft und Dschungelzeit zeigte.
Jörg Foth lebt in Berlin, ist verheiratet und hat zwei Töchter.

## Filmografie
Regie
- 1977: Der Prozeß, Diplomfilm, ausgezeichnet beim Studentenfilmfestival Budapest,  gezeigt bei der Berginale
- 1984: Das Eismeer ruft
- 1987: Rock ’n’ Roll (Kurz-Dokumentarfilm)
- 1988: Dschungelzeit (Co-Regie mit Tran Vu)
- 1988: Lang mi ned o (Kurz-Dokumentarfilm)
- 1989: Tuba wa Duo (Kurz-Dokumentarfilm)
- 1989: Ach, du jeh (Kurz-Dokumentarfilm)
- 1990: Biologie!
- 1990: Letztes aus der Da Da eR
- 1991: Die Meisenwürger proben (Kurzdokumentarfilm)
- 1991: Happy End Durch Drei (TV)
- 1989–1992 Prenzlauer Berg Walzer (TV, Langzeitdokumentation)[2]
- 1992: Freund und Helfer (Kurzfilm)
- 1992: Australischer Besuch (Kurzfilm)
- 1992: Sondern erlöse uns von dem Bösen (Kurzfilm)

- 1992: Hier und Jetzt (TV-Serie, auch Drehbuch)
- 1996: Die Verweigerung (Kurzfilm)

Regieassistent
- 1979: Blauvogel
- 1980: Die Verlobte
- 1980: Der Direktor (TV)
- 1981: Die Kolonie
- 1984: Die Grünstein-Variante
- 2003: Befreite Zone
- 2008: Mensch Kotschie

Schauspieler
- 1979: Blauvogel
- 1979: Addio, piccola mia
- 1983: Olle Henry
- 1984: Eine sonderbare Liebe
- 1984: Das Eismeer ruft
- 1991: Der Strass
- 1992: Stein